# Fu (raper)
Fu, właśc. Łukasz Gaweł (ur. 31 stycznia 1980 w Warszawie), znany również jako Fusznik, Fusznikow – polski raper i producent muzyczny, przedstawiciel nurtu ulicznego rapu. Łukasz Gaweł działalność artystyczną podjął w drugiej połowie lat 90. XX w. Początkowo związał się z kolektywem ZIP Skład wraz, z którym zrealizował album pt. Chleb powszedni (1999). W międzyczasie wraz z Korasem, również członkiem ZIP Składu utworzył duet pod nazwą Ko1fu, który, jednakże nie zarejestrował żadnego wydawnictwa. Jednym przejawem działalności formacji były nieliczne występy gościnne, w tym na płytach Molesty Ewenement i DJ-a 600V. W 1999 roku Fusznik wraz z Ponem i ponownie Korasem utworzył projekt Zipera. Efektem współpracy raperów były trzy albumy: wydany w 2000 roku O.N.F.R., Druga strona medalu (2004) oraz Meritum (2018).
Równolegle w 2001 roku Fu rozpoczął solową działalność artystyczną. Debiut rapera zatytułowany N.O.C.C. został wydany w 2001 roku. Materiał uplasował się na 25. miejscu listy OLiS. W 2002 roku do sprzedaży trafiła druga płyta raper pt. Futurum. Płyta dotarła do 14. miejsca zestawienia OLiS. Na albumie znalazł się m.in. utwór pt. „Dystans”, pierwszy w dorobku rapera notowany na Szczecińskiej Liście Przebojów Polskiego Radia (SLiP). Kompozycja uplasowała się na 54. miejscu. W 2004 roku do sprzedaży trafiła trzecia solowa produkcja muzyka zatytułowana Wrodzony instynkt. Płyta była prawdopodobnie największym sukcesem komercyjnym w historii działalności artystycznej Fu. Materiał dotarł do 20. miejsca zestawienia OLiS. Pewną popularnością w kraju cieszyły się pochodzące z albumu piosenki „Nie mów mi” i „Raptowne realia” notowane odpowiednio na 24. i 39. miejscu SLiP. Pierwszy z utworów uplasował się także na 14. miejscu zestawienia 30 ton – lista, lista przebojów – audycji TVP2.
Wkrótce potem Fusznik nawiązał współpracę z Olsenem, wówczas członkiem zespołu WNB. Wspólny album raperów pt. Kameleon ukazał się w 2005 roku. Nagrania uplasowały się na 19. miejscu najpopularniejszych płyt w kraju (OLiS). Po 2005 roku Fu zarejestrował kolejne albumy solowe: Krew i dusza (2007) oraz Retrospekcje (2009), notowane odpowiednio na 32. i 31. miejscu zestawienia OLiS. W 2010 roku muzyk wraz z DJ-em Element zarejestrował mixtape pt. Projekt 30 Mixtape, który nie spotkał się, jednak z zainteresowaniem publiczności. W 2011 roku ukazał się ostatni solowy materiał rapera pt. De Facto. Płyta nie znalazła się w zestawieniu OLiS, a także żadna z promujących ją piosenek nie zyskała statusu przeboju. Również w 2011 roku Fu wraz z DJ-em 600V i wokalistą Spalto utworzył formację RaggaBangg. Debiutancki album zespołu utrzymany w stylistyce z pogranicza dub reggae, raggamuffin i hip-hopu pt. RaggaBangg ukazał się w 2012 roku. W 2014 roku Fu wraz z Olsenem wydali album Kameleon 2, który znalazł się na 31. miejscu listy OLiS. W roku 2016 Fu wydał w wytwórni Prosto siódmy solowy album, zatytułowany Definicja istnienia. W 2019 wydał album Personality wyprodukowany razem z producentem SirMichu. Album został wydany w wytwórni Visioners i znalazł się na 24. miejscu listy najpopularniejszych płyt w kraju (OLiS). W 2023 roku wyszedł nowy album Fu Personality 2 wydany przez samego Fu<.
Życie prywatne 
Jest żonaty od 2006 roku i mam jedno dziecko syna.

## Dyskografia
Albumy
| N.O.C.C.                             | - Data: 10 marca 2001 - Wydawca: Baza Lebel/Pomaton EMI    | 25 |
| Futurum                              | - Data: 20 września 2002 - Wydawca: Baza Lebel/Pomaton EMI | 14 |
| Wrodzony instynkt                    | - Data: 26 marca 2004 - Wydawca: Baza Lebel/Pomaton EMI    | 20 |
| Kameleon (oraz Olsen)                | - Data: 26 marca 2005 - Wydawca: Baza Lebel/Pomaton EMI    | 19 |
| Krew i dusza                         | - Data: 2 kwietnia 2007 - Wydawca: Prosto/Fonografika      | 32 |
| Retrospekcje                         | - Data: 29 sierpnia 2009 - Wydawca: Prosto/Fonografika     | 31 |
| Projekt 30 Mixtape (oraz DJ Element) | - Data: 28 maja 2010 - Wydawca: Prosto/Fonografika         | –  |
| De Facto                             | - Data: 13 czerwca 2011 - Wydawca: Prosto/Fonografika      | –  |
| Kameleon 2 (oraz Olsen)              | - Data: 31 stycznia 2014 - Wydawca: Prosto/Olesiejuk       | 31 |
| Definicja istnienia                  | - Data: 3 czerwca 2016 - Wydawca: Prosto/Olesiejuk         | –  |
| Personality                          | - Data: 31 października 2019 - Wydawca: Visioners/e-Muzyka | 24 |
| „–” album nie był notowany.          |                                                            |    |

Single
| „Fuzja”                                         | 2001 | –  | –  | N.O.C.C.          |
| Pono – „Temat zakazany” (gościnnie: Fu, Jędker) | 2002 | 37 | –  | Hołd              |
| „Anioł stróż”                                   | 2002 | –  | –  | Futurum           |
| „Nie mów mi”                                    | 2004 | 24 | 14 | Wrodzony instynkt |
| „Dążyć do celu”                                 | 2006 | –  | –  | Krew i dusza      |
| „Ruszaj”                                        | 2019 | –  | –  | Personality       |
| „Szok” (gościnnie: JongMen, Hazzidy)            | 2019 | –  | –  | Personality       |
| „–” singel nie był notowany.                    |      |    |    |                   |

Inne notowane utwory
| „Dystans”                                                       | 2002 | 54 | –  | Futurum           |
| „Raptowne realia”                                               | 2004 | 39 | –  | Wrodzony instynkt |
| „Rap Bizne$$”                                                   | 2005 | –  | 29 | Kameleon          |
| WWO – „Nie bój się zmiany na lepsze” (gościnnie: Soundkail, Fu) | 2006 | 6  | –  | We własnej osobie |
| „–” utwór nie był notowany.                                     |      |    |    |                   |

Występy gościnne
| Album                                             | Rok  | Utwór | Źródło |
| ------------------------------------------------- | ---- | --- | ------ |
| DJ 600V – Produkcja hip-hop                       | 1998 | „Pamiętaj o melanżu” (gościnnie: Włodi, Fu, Sokół, Jaźwa) „Oparta na faktach rymonacja” (gościnnie: Ko1Fu)                | [ 34 ] |
| DJ 600V – Szejsetkilovolt                         | 1999 | „Agresja” (gościnnie: Fu)                                                                                                 | [ 35 ] |
| Molesta Ewenement – Ewenement                     | 1999 | „Za dalekie odloty” (gościnnie: Ko1Fu)                                                                                    | [ 36 ] |
| WWO – Masz i pomyśl                               | 2000 | „Krytyczna sytuacja” (gościnnie: Fu) „Ryzyko” (gościnnie: Młody Biały, Fu) „Dobro i zło – Outro” (gościnnie: Fu)          | [ 37 ] |
| Mor W.A. – Te słowa mówią wszystko                | 2000 | „Idź za ciosem” (gościnnie: Młody Łyskacz, Sokół, Włodi, Fu)                                                              | [ 38 ] |
| DJ 600V – Wkurwione bity                          | 2001 | „Nie nonsens” (gościnnie: Ko1Fu)                                                                                          | [ 39 ] |
| Pono – Hołd                                       | 2002 | „Skit Studio 11.43" (gościnnie: Fu, Majki) „Tabu – Temat zakazany” (gościnnie: Fu, Jędker) „Klasyka HC” (gościnnie: Fu)   | [ 40 ] |
| WSP – Wspólnicy                                   | 2002 | „Nie zaciskaj pasa, zaciśnij pięść” (gościnnie: Fu)                                                                       | [ 41 ] |
| GRZ – Samuraj                                     | 2002 | „Ból” (gościnnie: Fu) | [ 42 ] |
| WWO – We własnej osobie                           | 2002 | „Nie bój się zmiany na lepsze” (gościnnie: Soundkail, Fu)                                                                 | [ 43 ] |
| WhiteHouse – Kodex                                | 2002 | „Brud społeczeństwa” (gościnnie: Fu)                                                                                      | [ 44 ] |
| DJ. B – Styl pijanego mistrza                     | 2002 | „Propsy” (gościnnie: Fu)                                                                                                  | [ 45 ] |
| Ascetoholix – Apogeum                             | 2003 | „Azyl” (gościnnie: Fu, Pono)                                                                                              | [ 46 ] |
| Chada, Pih – O Nas, Dla Was                       | 2003 | „Ja tak jak ty” (gościnnie: Fu)                                                                                           | [ 47 ] |
| Kropkanadi – Między bogiem a prawdą               | 2003 | „Egzekucja” (gościnnie: Pono, Fu, Rosjann)                                                                                | [ 48 ] |
| WNB – Dowód odpowiedzialności                     | 2003 | „Mój gniew” (gościnnie: Ko1Fu, Juras)                                                                                     | [ 49 ] |
| Ski Skład – Wspólne zadanie                       | 2003 | „Dzień zagłady” (gościnnie: Fu)                                                                                           | [ 50 ] |
| Flexxip – Ten Typ Mes i Emil Blef – Fach          | 2003 | „Nie jestem...” (gościnnie: Fu)                                                                                           | [ 51 ] |
| Żurom – Cały czas                                 | 2004 | „Cały czas (Remix)” (gościnnie: Fu)                                                                                       | [ 52 ] |
| Analogia – Esensja czysta                         | 2004 | „Byłem pewien” (gościnnie: Peja, Sokół, Fu)                                                                               | [ 53 ] |
| Sqra – Wiele sqr                                  | 2005 | „Normalka” (gościnnie: ZPTU, Fu)                                                                                          | [ 54 ] |
| Wojtas – Moja gra                                 | 2005 | „Bez tego nie na mnie” (gościnnie: Fu, Waco)                                                                              | [ 55 ] |
| Dreadsquad – Dread za dreadem                     | 2005 | „Ragga dynamit” (gościnnie: Fu, Pablopavo, Reggaenerator)                                                                 | [ 56 ] |
| Bez Cenzury – Klasyk                              | 2006 | „Reprezentuję siebie” (gościnnie: JWP Maffia, THS Klika, JurasWigor, Sokół, Jacenty, Lui, Hemp Gru, Ko1Fu, Pyskaty, Yogi) | [ 57 ] |
| Slums Attack – Fturując                           | 2006 | „Byłem pewien” (gościnnie: Analogia, Sokół, Fu) „Dzień zagłady” (PMX Remix) (gościnnie: Wiśnix, Fu)                       | [ 58 ] |
| ParExcellence – Dokładnie tak!                    | 2006 | „Co ty o mnie wiesz” (gościnnie: Fu)                                                                                      | [ 59 ] |
| Normano – „W słusznej sprawie”                    | 2007 | „Pozwólcie Nam” (gościnnie: Sabot, Mercedresu, Fu, Miodu)                                                                 | [ 60 ] |
| Zjawin – Promo sampler                            | 2008 | „COFKA (Nie chcę cofać czasu)” (gościnnie: Masło, Peja, Fu, Miexon)                                                       | [ 61 ] |
| LWWL – Stona siedzi na ulicy mixtape              | 2008 | „Projekt Hamas – Eurobiznes” (gościnnie: Olsen, Fu)                                                                       | [ 62 ] |
| Molesta Ewenement – Molesta i kumple              | 2008 | „Kiedy śpisz...” (gościnnie: Fu)                                                                                          | [ 63 ] |
| TPWC – Ty przecież wiesz co                       | 2008 | „Bliski dla bliskich” (gościnnie: Ko1Fu)                                                                                  | [ 64 ] |
| Tewu – Ślad po sobie                              | 2008 | „Agresja 2” (gościnnie: Fu, Bolec)                                                                                        | [ 65 ] |
| DJ. B – Mixtape DJ.B kontra Molesta Ewenement     | 2009 | „Kiedy śpisz... (Blend)” (gościnnie: Fu)                                                                                  | [ 66 ] |
| Fundacja nr 1 – Poste restante                    | 2009 | „Autonomia” (gościnnie: Fu, Reggaenerator)                                                                                | [ 67 ] |
| Chada – Proceder                                  | 2009 | „Co by się nie działo” (gościnnie: Fu)                                                                                    | [ 68 ] |
| Dezinte – Stary świat mixtape                     | 2009 | „Białystok Warszawa (2007)” (gościnnie: Enerson, Olsen, Fu) „ABS Gang (2006)” (gościnnie: Dwaku, Fu)                      | [ 69 ] |
| Dezinte/Capish – Nowy porządek świata             | 2009 | „Podejdź” (gościnnie: Fu)                                                                                                 | [ 70 ] |
| TPWC – To prawdziwa wolność człowieka             | 2009 | „Myśli” (gościnnie: Ko1Fu)                                                                                                | [ 71 ] |
| Piero – Beatmaker mixtape                         | 2010 | „4 zmysł rzeczywistości (Remix)” (gościnnie: Fu)                                                                          | [ 72 ] |
| DJ Tomekk, Toony – Ehrenkodex                     | 2010 | „Toony – Money, Money” (gościnnie: Fu)                                                                                    | [ 73 ] |
| Pyskaty – Pysk w pysk (reedycja)                  | 2010 | „Bez granic” (gościnnie: Fokus, Małolat, Łona, Fu, Ten Typ Mes, Tomiko, Termanology, O.S.T.R., Ero, Eldo)                 | [ 74 ] |
| Pils – 4/4TE                                      | 2010 | „Plan A” (gościnnie: Fu)                                                                                                  | [ 75 ] |
| W Zmowie – Kilkaset słów, kilkaset sekund sławy   | 2010 | „Ryzyko” (gościnnie: Cyklon, DDK RPK, Fu, Głowa, Kosi, Wwarstwa, Miexon, Młody M, Pils, Tomiko)                           | [ 76 ] |
| DJ Tuniziano – Polski Blender Vol.2               | 2010 | Pyskaty – „Bez granic” (gościnnie: Fokus, Małolat, Łona, Fu, Ten Typ Mes, Tomiko, Termanology, O.S.T.R., Ero, Eldo)       | [ 77 ] |
| DJ 600V – Klasyk Mixtape: Prolog                  | 2011 | „Agresja” (gościnnie: Fu) „Pamiętaj o melanżu” (gościnnie: Włodi, Fu, Sokół, Jaźwa)                                       | [ 78 ] |
| CZST – Moment rozliczenia                         | 2011 | „Zakaz” (gościnnie: Fu)                                                                                                   | [ 79 ] |
| Bezimienni – Co mnie nie zabije to mnie wzmocni   | 2011 | „Nie trać wiary” (gościnnie: Fu)                                                                                          | [ 80 ] |
| Pono – Wizjoner                                   | 2012 | „Bańka” (gościnnie: Fu)                                                                                                   | [ 81 ] |
| Mor W.A. – Reedycja 2000–2012                     | 2012 | „Idź za ciosem (Remix) (utwór dodatkowy)” (gościnnie: Młody Łyskacz, Sokół, Włodi, Fu)                                    | [ 82 ] |
| Toony – S.Z.W.A.B.                                | 2012 | „Ten głos” (gościnnie: Brahu, Fu)                                                                                         | [ 83 ] |
| Parzel, Siwers – Coś się kończy, coś się zaczyna  | 2012 | „Czarna Torba” (gościnnie: Fu)                                                                                            | [ 84 ] |
| Kaen – Od kołyski aż po grób                      | 2012 | „Czasem myślę, że...” (gościnnie: Fu, Zdycha)                                                                             | [ 85 ] |
| Numer Raz, DJ Abdool – Człowieku mordo            | 2012 | „To dla moich ludzi” (gościnnie: Fu)                                                                                      | [ 86 ] |
| Pęku – Jak feniks z popiołów                      | 2013 | „Życia księga” (gościnnie: Fu)                                                                                            | [ 87 ] |
| Blask Ulic – Blask ulic                           | 2013 | „Patrz pod nogi” (gościnnie: Fu, Żółf)                                                                                    | [ 88 ] |
| Wojtas – 23                                       | 2013 | „To nie miało być tak” (gościnnie: Fu)                                                                                    | [ 89 ] |
| Pih – Kino nocne                                  | 2014 | „Jest impreza” (gościnnie: Sobota, Ero, Fu)                                                                               | [ 90 ] |
| Rozbójnik Alibaba, Jan Borysewicz – Bal maturalny | 2014 | „Miłość & nienawiść” (gościnnie: Fu, Aicha)                                                                               | [ 91 ] |
| Wirus – 60 Kilo Wersów                            | 2014 | „Popiół” (gościnnie: Fu)                                                                                                  | [ 92 ] |

Kompilacje różnych wykonawców
| Album                             | Rok  | Utwór | Źródło  |
| --------------------------------- | ---- | --- | ------- |
| Hiphopowy raport z osiedla 2000   | 2000 | Pono, Fu – „Hiphopowy ring” Incydent, Fu – „Wyjść na prostą” | [ 93 ]  |
| Styl reprezentacji pierwszej ligi | 2000 | Fu – „Niefartpech” | [ 94 ]  |
| Pokaż walory                      | 2000 | Włodi, Fu, Sokół, Jaźwix – „Pamiętaj o melanżu” | [ 95 ]  |
| Zjazd na baze – Remiksy           | 2001 | Mor W.A., Młody Łyskacz, Sokół, Włodi, Fu – „Idź za ciosem” (Waco Remix) Fu – „Fuzja (Symfonia solo)” (Waco Remix) Fu – „Tak to widzę” (Squra Remix) | [ 96 ]  |
| Radio Ewenement 5 G Fm            | 2001 | Hemp Gru, Fu – „Nieuchwytny cel” Fu – „Uważaj jak się poświęcasz” | [ 97 ]  |
| Hip-Hop.pl – Kompilacja           | 2004 | Fu, Kwas, Pablopavo, O.S.T.R., Mercedresu – „Raptowne realia” Fu – „Nie mów mi” | [ 98 ]  |
| Hiphopstacja 2                    | 2004 | WNB – „Dowód odpowiedzialności” (gościnnie: Fu, Pono, Sokół) | [ 99 ]  |
| ESKA Squad 2                      | 2004 | Fu – „Nie mów mi” | [ 100 ] |
| Prosto Mixtape Deszczu Strugi     | 2006 | Wigor, Fu – „Szum miasta” WWO, Felipe, Mieron, Ko1Fu, Kali, Suja – „Jedziesz 1” Olsen, Fu – „Hierarchia wartości” | [ 101 ] |
| Prosto Mixtape 600V               | 2010 | Fu, Pono – „Łap oddech” (Prosto Remix) Toony, Migo, Fu – „Nieład moralny” Pallacio, Wigor, Fu, Felipe, Reggaenerator – „Regeneracja” Elfue, KaeN, Doz, Pokój z Widokiem na Wojnę, Sid, Młody Biały, Zdycha, Karlos, Sokół, Elvis, Pewna Pozycja, Fu – „U nas na śródmieściu” | [ 102 ] |
| Drużyna mistrzów                  | 2012 | Pono, Fu – „Przekaz” | [ 103 ] |
| Prosto Mixtape Kebs               | 2012 | VNM, Fu, Wigor – „Nie idę sam” | [ 104 ] |
| Prosto Mixtape IV                 | 2015 | Fu, VNM – „Moment słabości” | [ 105 ] |
| Drużyna Mistrzów 4: Moc Motywacji | 2016 | Bosski Roman, Fu – „Ostra Pompa” | [ 106 ] |

## Teledyski
| Tytuł | Rok  | Reżyseria                           | Album                             | Źródło  |
| --- | ---- | ----------------------------------- | --------------------------------- | ------- |
| „Tak to widzę” | 2001 | –                                   | N.O.C.C.                          | [ 107 ] |
| „Paradox” | 2001 | –                                   | N.O.C.C.                          | [ 108 ] |
| „Fuzja” | 2001 | –                                   | N.O.C.C.                          | [ 109 ] |
| „Czy na pewno?” (gościnnie: Pono)                                                                                     | 2002 | –                                   | Futurum                           | [ 110 ] |
| „Dystans” | 2002 | –                                   | Futurum                           | [ 111 ] |
| „Głos rozsądku” (gościnnie: Alex)                                                                                     | 2002 | –                                   | Futurum                           | [ 112 ] |
| „Pozory mylą” (gościnnie: Olsen)                                                                                      | 2004 | –                                   | Wrodzony instynkt                 | [ 113 ] |
| „Raptowne realia” (gościnnie: Kwas, Pablopavo, O.S.T.R., Mercedresu)                                                  | 2004 | –                                   | Wrodzony instynkt                 | [ 114 ] |
| „Perspektywy” | 2005 | –                                   | Kameleon                          | [ 115 ] |
| „Balet” | 2005 | –                                   | Kameleon                          | [ 116 ] |
| „Rap Bizne$$” | 2005 | –                                   | Kameleon                          | [ 117 ] |
| „Dążyć do celu” | 2007 | –                                   | Krew i dusza                      | [ 118 ] |
| „Gdzie teraz jesteś?”                                                                                                 | 2009 | Dwaem Media Group                   | Retrospekcje                      | [ 119 ] |
| „Szybkie tempo” (gościnnie: Toony)                                                                                    | 2009 | FateOne                             | Retrospekcje                      | [ 120 ] |
| „Dosyć tego” (gościnnie: Wozzo)                                                                                       | 2009 | Dwaem Media Group                   | Retrospekcje                      | [ 119 ] |
| „Ekskluzywny nokaut” (gościnnie: Sokół, Jędker)                                                                       | 2009 | Dwaem Media Group                   | Retrospekcje                      | [ 121 ] |
| „Ukryty szept” | 2010 | Dwaem Media Group                   | Projekt 30 Mixtape                | [ 122 ] |
| „Jestem tym gościem” (gościnnie: Buszu, Toony)                                                                        | 2010 | Dwaem Media Group                   | Projekt 30 Mixtape                | [ 123 ] |
| „De facto” | 2011 | R5                                  | De Facto                          | [ 124 ] |
| „Permanentne upojenie”                                                                                                | 2011 | Dwaem Media Group                   | De Facto                          | [ 125 ] |
| „Nie zaprzeczysz mi” (gościnnie: Chada, Brahu)                                                                        | 2011 | Beemedia Studio                     | De Facto                          | [ 126 ] |
| „Słów manifest” | 2012 | –                                   | –                                 | [ 127 ] |
| „Polski Meksyk” (oraz Olsen: gościnnie: Spalto)                                                                       | 2013 | –                                   | Kameleon 2                        | [ 128 ] |
| „Rap fanatyk” (oraz Olsen)                                                                                            | 2013 | NuCity                              | Kameleon 2                        | [ 129 ] |
| „Stare autorytety” (oraz Olsen: gościnnie: Pono, Chvaściu)                                                            | 2013 | NuCity                              | Kameleon 2                        | [ 130 ] |
| „Dwulicowa kurwo” (oraz Olsen; gościnnie: Paluch, Jongmen, Parzel, Ero)                                               | 2014 | Vandal                              | Kameleon 2                        | [ 131 ] |
| „Szok” (gościnnie: JongMen, Hazzidy)                                                                                  | 2019 | Maciej Janiszewski, Oskar Kozłowski | Personality                       | [ 132 ] |
| „Ruszaj” | 2019 | KnowHowStudio                       | Personality                       | [ 133 ] |
| Gościnnie |      |                                     |                                   |         |
| WWO – „Nie bój się zmiany na lepsze” (gościnnie: Fu, Soundkail)                                                       | 2003 | –                                   | We własnej osobie                 | [ 134 ] |
| WNB – „Dowód odpowiedzialności” (gościnnie: FU, Sokół, Pono)                                                          | 2003 | –                                   | –                                 | [ 135 ] |
| Ski Skład – „Dzień zagłady” (gościnnie: Fu)                                                                           | 2004 | Dariusz Szermanowicz                | Wspólne zdanie                    | [ 136 ] |
| Wojtas – „Bez tego nie ma mnie” (gościnnie: Fu)                                                                       | 2005 | –                                   | Moja gra                          | [ 137 ] |
| Toony – „Money, Money” (gościnnie: Fu)                                                                                | 2010 | –                                   | –                                 | [ 138 ] |
| Pono – „Bańka” (gościnnie: Fu)                                                                                        | 2012 | Dwaem Media Group                   | Wizjoner                          | [ 139 ] |
| Pih – „Jest Impreza” (gościnnie: Sobota, Ero, Fu)                                                                     | 2014 | SSG                                 | Kino nocne                        | [ 140 ] |
| Inne |      |                                     |                                   |         |
| Elfue, Kaen, Doz, Koras, Sid, Młody B, Zdycha, Karlos, Sokół, Elvis, Jacol, Fu, Juras, Kowal – „U nas na śródmieściu” | 2010 | Wal&Gura                            | Prosto Mixtape 600V               | [ 141 ] |
| Bosski Roman, Fu – „Ostra Pompa”                                                                                      | 2016 | Gwaranto Studio                     | Drużyna Mistrzów 4: Moc Motywacji | [ 106 ] |